# BitTorrent (software)
BitTorrent é um cliente do popular protocolo BitTorrent. Foi escrito e é mantido pelo programador norte-americano Bram Cohen e BitTorrent, Inc. e lançado em 2001. É o cliente mais antigo de BitTorrent.
A partir dele foram lançados dezenas de clientes para arquivos em torrent, alguns até mesmo derivados dele. O BitTorrent é e têm sido ao longos do tempo um dos clientes mais simples, leves e minimalistas de torrent.
Têm sido extensivamente utilizado para o compartilhamento de conteúdo ilegal pela rede, principalmente filmes, álbuns, jogos eletrônicos e programas de computador. Mas não necessariamente todo compartilhamento via torrent é considerado ilegal ou porte de material ilegal, mais recentemente também muito tem sido utilizado para a transferência de material legalizado, pagos ou não, como distribuições Linux, programas de computador, jogos eletrônicos providos de forma gratuita como America's Army e outros arquivos de grande porte.
Desde a versão 6.0, apenas no Windows, o BitTorrent nada mais é que um µTorrent modificado e remarcado daí a necessidade de mudança na licença, que era livre e agora não é mais. Isso porque os responsáveis pelo uTorrent venderam o software para a empresa de Bram Cohen e a partir daí está havendo uma espécie de "fusão" entre esses dois aplicativos.

## Recursos
Seus desenvolvedores às vezes o chamam de Mainline (em português, Linha principal)
- Transferência de RSS;
- Caixa de busca por torrents integrada;
- Cliente leve;
- Estatíscas e gráficos sobre transferências.

## Histórico
Antes da versão 6.0 o BitTorrent foi escrito sempre em Python e era liberado como um programa livre. Os código fontes das versões 4.x e 5.x foram lançados sob a licença BitTorrent Open Source License, uma versão modificado do Jabber Open Source License. As versões até 3.4.2 foram distribuídas sob licença MIT.
A versão atual é escrita em C++.[carece de fontes?]

## Versão para Mac OS X e possíveis alternativas
Existe uma versão do BitTorrent disponível para macOS X, também conhecido como macOS 10.0 e posterior. O BitTorrent possui um cliente oficial chamado "BitTorrent Web" que é compatível com o sistema operacional macOS X.
O BitTorrent Web é uma versão baseada em navegador do BitTorrent, o que significa que você pode usar o cliente diretamente em seu navegador da web, sem a necessidade de instalar um software separado. Para usar o BitTorrent Web no seu Mac X, você pode acessar o site oficial do BitTorrent (www.bittorrent.com) e clicar no botão "Get BitTorrent Web" para fazer o download.
Além do BitTorrent Web, também existem outras opções de clientes BitTorrent de terceiros disponíveis para macOS X, como o uTorrent, Transmission e Deluge, que podem ser baixados e instalados em seu Mac X a partir de seus respectivos sites oficiais ou por meio da Mac App Store.

Lembre-se de sempre baixar e usar o BitTorrent e outros softwares de compartilhamento de arquivos de fontes confiáveis, respeitando as leis de direitos autorais e evitando a distribuição de conteúdo protegido por direitos autorais sem a devida permissão.

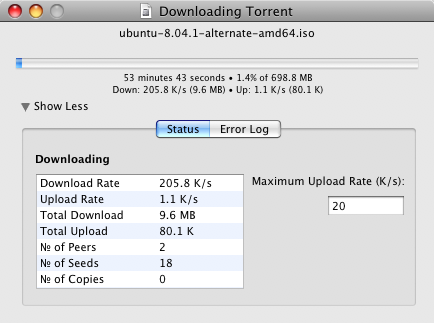
Um arquivo sendo transferido no Tomato Torrent, que é baseado diretamente no cliente BitTorrent 4.2